# Eskil Vogt
Pour les articles homonymes, voir Vogt (homonymie).
Eskil Vogt est un réalisateur et scénariste norvégien né en 1974.

## Biographie
Diplômé de La Fémis, il co-scénarise avec Joachim Trier tous les films de celui-ci. En 2014 sort son premier long métrage Blind.

## Filmographie

### Réalisateur
- 2003 : Une étreinte (court métrage)
- 2004 : Les étrangers (court métrage)
- 2014 : Blind
- 2021 : The Innocents

### Scénariste
Eskil Vogt est scénariste de tous les films qu'il a réalisé.
- 2001 : Still de Joachim Trier (court métrage)
- 2002 : Procter de Joachim Trier (court métrage)
- 2006 : Nouvelle donne (Reprise) de Joachim Trier
- 2011 : Oslo, 31 août (Oslo, 31. august) de Joachim Trier
- 2015 : Louder than bombs de Joachim Trier
- 2017 : Thelma de Joachim Trier
- 2021 : Julie (en 12 chapitres) (Verdens verste menneske) de Joachim Trier
- 2025 : Valeur sentimentale (Sentimental Value) de Joachim Trier

## Distinctions

### Récompenses
- 2007 : Meilleur scénario original au Amandaprisen pour Nouvelle donne (Reprise)
- 2014 : Meilleur réalisateur au Amandaprisen pour Blind

### Nomination
- Oscars 2022 : Meilleur scénario original pour Julie (en 12 chapitres)